# Erik Kirkegaard Mikkelsen
Erik Kirkegaard Mikkelsen (født 12. marts 1946 i Ebeltoft) er en dansk landmand og kommunalpolitiker, der fra 1998 til 2006 var borgmester i Mariager Kommune, valgt for Det Konservative Folkeparti. Siden dannelsen af Mariagerfjord Kommune har han været byrådsmedlem i kommunen, siden 2013 valgt for Venstre.

## Biografi
Erik Kirkegaard Mikkelsen er uddannet politibetjent og har arbejdet som landbetjent, ligesom han har været gårdejer.
Han blev valgt til Mariager Byråd første gang ved kommunalvalget 1997 og tiltrådte som borgmester 1. januar 1998. Det var resultatet af en utraditionel konstituering mellem Venstre, Samarbejdslisten og Det Konservative Folkeparti. Socialdemokratiets Ib Frederiksen måtte således opgive et comeback på borgmesterposten.
Da han på et opstillingsmøde i 2009 blev vraget af sine egne som spidskandidat, forlod han Det Konservative Folkeparti og blev i første omgang løsgænger.  Kortvarigt repræsenterede han derefter en borgerliste indtil han i 2013 meldte sig ind i Venstre.
Han meddelte i november 2024, at han ikke genopstiller ved kommunalvalget 2025.